# ウィリアム・J・ペリー
ウィリアム・ジェームス・ペリー（英語：William James Perry、1927年10月11日 - ）は、アメリカ合衆国の政治家。国防長官、国防副長官を務めた。現在はスタンフォード大学教授。黒船を率いて日本に来航したマシュー・ペリー提督は5世代前の伯父にあたる。

## 生い立ち
1927年10月11日にペンシルベニア州ヴァンダーグリフトに誕生する。高校卒業後に学資稼ぎの為に1947年に軍隊へ志願した。入隊直後に占領地の日本へ派遣され、東京に約2ヶ月・沖縄県に約1年半滞在した。沖縄では沖縄地図作成任務に配属され、旧日本軍が三角測量にて作成した地図を航空写真によって正確・詳細化に従事した。除隊後、カーネギー工科大学・スタンフォード大学に学ぶ。スタンフォード大学にてPh.D.（数学）を取得。

## 実業家時代
スタンフォード大学で博士号を取得した後は防衛産業のシルベニア社系列のエレクトロニック・ディフェンス・ラホラトリーズ社（EDL、現在のGTE）に入社し、上級数学研究員となる。弾道ミサイルのテレメトリ事業に従事し、4年後にEDLのトップ、6年後にスピンアウトしてエレクトロマグネティック・システムズ・ラボラトリーズ社(ESL)を創立した。
ケネディ大統領の時代にキューバ危機の原因となったアメリカ合衆国とソビエト連邦のミサイルの戦力差すなわちミサイルギャップを解明する委員会に参加した。アメリカの一般的な見解に相反して、アメリカのミサイル戦力がソ連に勝ることを明らかにした。あわや核による第三次世界大戦の一歩手前までいったキューバ危機を関係者の1人として間近に経験したことが「核無き世界」を目指す契機となった。

## 国防次官時代（ジミー・カーター政権）
1977年にカーター大統領によって国防長官に指名されたハロルド・ブラウンに請われて研究・工学担当国防次官に就任した。ブラウン長官提案のオフセット戦略（ソ連に数において劣るアメリカ軍の力を増強するためにハイテクを駆使する）を推進した。推進した技術には精密誘導爆弾・GPS（全地球測位システム）・DARPAネット（今日のインターネットの前身）がある。
後に湾岸戦争で威力を発揮することになるステルス爆撃機のF-117航空機もペリー国防次官の下で開発された。ロッキードに開発を急がせ、通常であれば12年から15年かかる開発を短縮して4年で実戦配備した。

## 民間外交時代
1981年1月20日にジミー・カーター政権の終わりと共にスタンフォード大学に復帰し、ソ連との民間外交に関与した。のちにロシア連邦の政権の高官となるアンドレイ・ココーシン・コズイレフの知遇を得る。
1991年12月25日のソビエト連邦の崩壊当時、旧ソ連からの核拡散への対策が緊急の課題となった。民主党のサム・ナンと共和党のリチャード・ルーガーと共に旧ソ連の核関連施設を視察した。この視察をもとに協調的脅威削減計画（CTR、通称「ナン・ルーガー法」）が定められ、アメリカ主導の下に旧ソ連の核兵器の処分が進められることになる。

## 国防副長官・国防長官時代 (ビル・クリントン政権)
1993年3月5日に第22代国防副長官に就任した。ナン・ルーガー法に従ってロシア連邦に対して旧ソビエト連邦の核兵器廃棄事業を支援した。
1994年1月のレス・アスピン国防長官の辞任時にビル・クリントン大統領より国防長官への就任を要請された。一度は辞退したが、アル・ゴア副大統領より説得されて翻意し、第19代アメリカ合衆国国防長官に就任した。
旧ソ連圏の崩壊に伴い、東ヨーロッパの安定が課題となった。NATOは東ヨーロッパへ拡大しようとしていたが、NATO拡大に対して警戒感をもっていた新生ロシアの懸念を払拭することが必要だった。その時ペリー国防長官は、NATO加盟の前段階としての「平和のためのパートナーシップ（PFP）｣を推進した。その結果ロシアのPFPへの参加を引き出し、ソ連崩壊後の東ヨーロッパの安定化に成功した。
1994年に北朝鮮が実験用黒鉛減速炉からプルトニウムを抽出するぞと得意の瀬戸際外交を演じた際には、ペリー国防長官は徹底して外交的解決を目指したが、軍事的な後ろ盾の必要も感じ、密かに北朝鮮の核疑惑施設への空爆いわゆるサージカル・ストライクも検討させていた。このとき空爆の対象として検討された施設は、寧辺にある核燃料再処理施設・5メガワットの実験炉・使用済み燃料保管プールなどである。カーター元大統領を特使として派遣し、北朝鮮が核開発を中止する代わりにアメリカ・日本・韓国が中心になって2基の軽水炉を建設するという「米朝枠組み合意｣が最終的な交渉結果となった。
民主化が進んだ台湾で1996年3月、史上初めての直接選挙となる1996年中華民国総統選挙が行われた。民主化を推進している李登輝が優勢との情報が伝えられると、中国人民解放軍は台湾沖に向けてミサイル演習を実施した。アメリカはインド洋から原子力空母ニミッツ、横須賀を母港とする空母インディペンデンスを急遽台湾周辺に派遣した。2隻の空母派遣表明が奏功し、空母が到着したときには大陸側のミサイル演習は終わっていた。この台湾海峡ミサイル危機へのアメリカの対応に当たって、ペリーは国家安全保障会議に対して代案無しで選択肢を一つしか提案しなかったと回想している。
1996年4月にクリントン大統領が来日して橋本龍太郎首相と会談し、冷戦終結後の日本とアメリカの安保体制の重要性を再確認する「日米安保共同宣言｣に署名した。普天間基地の返還もこの時に決定した。そこに至る2年以上の歳月をペリーはジョセフ・ナイ国防次官補と共に歩んだ日米双方の関係者の困難解決の過程を感慨をもって「私の履歴書」で振り返っている。
1994年10月に1989年6月4日の天安門事件以後初めて国防長官として中華人民共和国を訪問した。その答礼として1996年にこれまた天安門事件以後初めてのアメリカ訪問となる中国の遅浩田国防部長をアメリカに迎え、アメリカ合衆国と中華人民共和国の軍事交流を進めた。

## 北朝鮮核問題への取り組み
1998年に代替軽水炉建設に北朝鮮側が色々な注文を付けて建設が大幅に遅れ、1994年の｢米朝枠組み合意｣が崩壊一歩前の状態にいたっていた。また、1998年8月に北朝鮮は警告無しにテポドン1号の実験を実施した。このミサイルは日本列島を越えて太平洋に落下し、一気に緊張が高まった。これらの問題に対処するためアメリカのクリントン大統領は、すでに国防長官を譲っていたウィリアム・J・ペリーを同年11月に北朝鮮政策調整官に任命してこの任に当たらせた。ペリー調整官は、韓国(金大中政権)・日本(小渕政権)と意見を調整して、翌年の1999年5月に特使として北朝鮮を訪問した。北朝鮮側の反応は芳しくなく、金正日総書記にも面会できなかった為交渉は失敗したとも思われたが、その後ゆっくりと交渉が進展し、2000年10月に金総書記が特使をアメリカへ派遣するに至った。「この後クリントン大統領が訪朝すれば、｢休戦状態｣にある朝鮮戦争を終わらせることができたかもしれない。」とペリーは回想しているが、クリントン大統領は任期末にある上に中東問題も抱えていたため、クリントン大統領の北朝鮮訪問は実現しなかった。

## 核廃絶へ向けて
あわや核による第三次世界大戦の一歩手前までいったキューバ危機を30代の若い頃に関係者の1人として間近に経験したことが、ペリーが「核無き世界」を目指すこととなった契機である。2007年1月にウォール・ストリート・ジャーナル紙に「核無き世界を｣と題した意見論文を発表した。共同執筆者はレーガン政権（共和党）で国務長官を務めたジョージ・シュルツ、ニクソン政権（共和党）で国務長官などを務めたヘンリー・キッシンジャー、安全保障の専門家でソ連崩壊後の核問題を処理するために｢ナン・ルーガー法｣を立案して貢献したサム・ナン元上院議員（民主党）。この論文がオバマ大統領の｢核のない世界｣へとつながった。また、この4人はその意見を「核の転換点」という題のドキュメンタリーフィルムとして核廃絶を訴えた。
2021年1月には核兵器禁止条約発効を受けて「アメリカは先駆者の国であることを誇りとしてきた。『核無き世界』という山頂に向けた新たな道を開拓する最初の核保有国になろう」と『ブレティン・オブ・ジ・アトミック・サイエンティスツ』に寄稿している。

### ペリー元国防長官提案の核廃絶への道筋
- 第1段階
  - 米ロ核軍縮条約合意(2012年まで)
  - アメリカが包括的核実験禁止条約(CTBT)を批准
  - 核兵器用核分裂物質生産禁止条約(カットオフ条約)
- 第2段階
  - アメリカ合衆国とロシア連邦の保有核弾頭を500発に圧縮（現状比約95パーセント）
  - イギリス・フランス・中華人民共和国・インド・パキスタンの核戦力現状維持
- 第3段階
  - 新たな政治環境・システムに応じた核削減努力（北朝鮮・イランなど）

## 叙勲
- 勲一等旭日大綬章(2002年)[1]